# Parvillers-le-Quesnoy

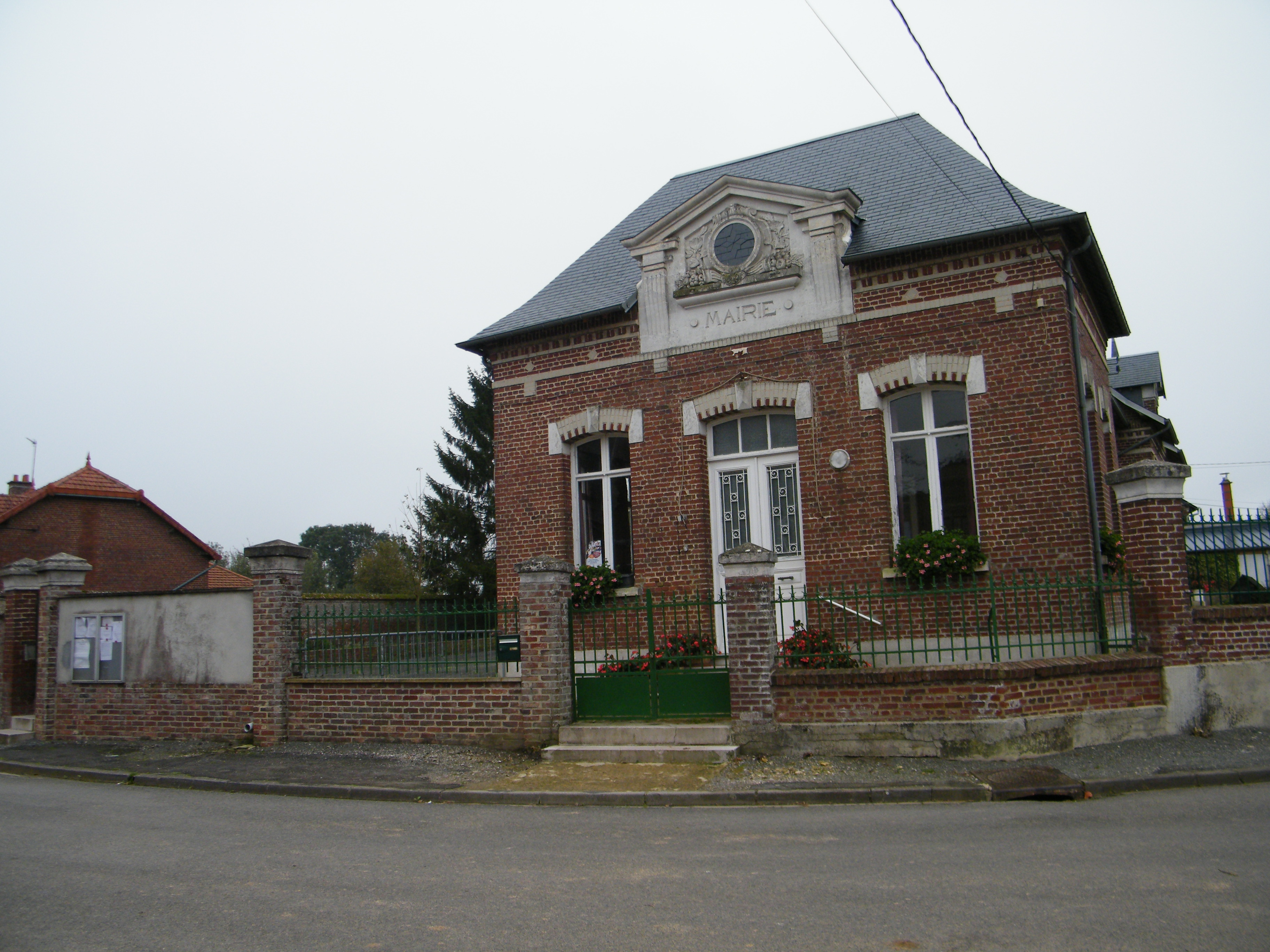
Rathaus (Mairie) von Parvillers-le-Quesnoy

Parvillers-le-Quesnoy (picardisch: Rouvroé-in-Santérre) ist eine nordfranzösische Gemeinde mit 236 Einwohnern (Stand 1. Januar 2022) im Département Somme in der Region Hauts-de-France. Die Gemeinde liegt im Arrondissement Péronne, gehört zum Kanton Moreuil und ist Teil der Communauté de communes Terre de Picardie.

## Geographie
Die Gemeinde in der Landschaft Santerre mit den Ortsteilen Parvillers und Le Quesnoy liegt unmittelbar westlich der Départementsstraße D34 und erstreckt sich bis zur großzügig ausgebauten Départementsstraße D934 (frühere Route nationale 334) von Amiens nach Noyon. Sie ist rund 6 km von Roye entfernt.

## Geschichte
Die Gemeinde erhielt als Auszeichnung das Croix de guerre 1914–1918.

## Einwohner
| 1962 | 1968 | 1975 | 1982 | 1990 | 1999 | 2006 | 2010 |
| ---- | ---- | ---- | ---- | ---- | ---- | ---- | ---- |
| 151  | 132  | 171  | 154  | 189  | 221  | 197  | 214  |

## Verwaltung
Bürgermeister (maire) ist seit 2001 Christian Balcone.